# Чука (Костурско)
Вижте пояснителната страница за други значения на Чука.
Чýка (на гръцки: Αρχάγγελος, Архангелос, до 1955 година Τσούκα, Цука) е бивше село в Егейска Македония, Гърция, на територията на дем Нестрам (Несторио), област Западна Македония.

## География
Селото се намира в областта Нестрамкол на 23 километра западно от Костур, в източното подножие на граничната между Гърция и Албания планина Алевица на малка река, ляв приток на Бистрица над село Радигоже. Край селото е разоложен манастирът „Свети Архангели“. Селото е на надморска височина 870 m. Малката долина на Чука е обградена от ридовете Кукумале, Градот, Присой, Мимишка, Длабоки дол, Дупче, Цървена стена и Монастирско патище.

## История

### В Османската империя
В османските данъчни регистри от средата на XV век Чука е споменато с 29 глави на семейства и трима неженени Папа Никола, Свето, Богдан, Йорг, Никола, Райко, Стайко, Станимир, Алекса, Никола, Маврияд, Дабижив, Михо, Яно, Бано, Лазори, Никола, Тодор, Йорг, Йорг, Стамат, Михо, Богдан, Папа Герг, Михо, Стайо, Герг, Димо и Йорг. Общият приход за империята от селото е 2090 акчета.
В 1684 година Чука заедно с манастира и Галища и църквата „Свети Георги“ са придадени на манастира „Света Богородица Мавриотица“.
Според преданията селото било в местността Крушенец и по времето на Али паша Янински в XVIII век се преместило.
В края на XIX век Чука е българско село в Костурска каза на Османската империя. Според статистиката на Васил Кънчов („Македония. Етнография и статистика“) в 1900 Чука има 154 жители българи хистияни.
На Етнографската карта на Битолския вилает на Картографския институт в София от 1901 година Чука е чисто българско село в Костурската каза на Корчанския санджак с 20 къщи.
В началото на XX век цялото население на Чука е под върховенството на Цариградската патриаршия, но след Илинденското въстание в началото на 1904 година минава под върховенството на Българската екзархия. Същата година турските власти не допускат учителя Л. Кръстев от Желин да отвори българско училище в селото. По данни на секретаря на екзархията Димитър Мишев („La Macédoine et sa Population Chrétienne“) в 1905 година в Чука има 160 българи екзархисти.
Гръцка статистика от 1905 година не отразява промяната и представя Цука като гръцко село със 150 жители.
Според Георгиос Панайотидис, учител в Цотилската гимназия, в 1910 година в Цука (Τσούκα) има 25 семейства, от които 18 „православни“.
Според Георги Константинов Бистрицки Чука преди Балканската война в 1912 година има 30 български къщи и 1 гръцка, а според Георги Христов 30 български и 1 куцовлашка.
На етническата карта на Костурското братство в София от 1940 година, към 1912 година Чука е обозначено като българско селище.

### В Гърция
През войната селото е окупирано от гръцки части и след Междусъюзническата война остава в Гърция. Боривое Милоевич пише в 1921 година („Южна Македония“), че Чука има 30 къщи славяни християни. По време на Гражданската война селото пострадва силно и е напуснато от жителите си - по-голямата част се изселват в Югославия, а останалите 35 - в Радигоже. 59 деца са изведени от комунистическите части извън страната като деца бежанци. В 1955 година обезлюденото село е прекръстено на Архангелос.
Църквата в селото „Въведение Богородично“ е в развалини.
| Година    | 1913 | 1920 | 1928 | 1940 | 1951 | 1961 | 1971 | 1981 | 1991 | 2001 | 2011 | 2021 |
| --------- | ---- | ---- | ---- | ---- | ---- | ---- | ---- | ---- | ---- | ---- | ---- | ---- |
| Население | 164  | 149  | 152  | 201  |      |      |      |      |      |      |      |      |

## Личности
Родени в Чука
- Аргир Михайлов, български зограф от XIX век
- Иван Доровски (р. 1945), северномакедонски писател
- Насо Чукски, деец на ВМОРО[18]
- Паскал Митревски (1912 – 1978), гръцки и югославски комунистически деец

Починали в Чука
- Христо Андреопулос, гръцки комунист от Нестрам, арестуван от италианците в годините на окупацията през Втората световна война и самоубил се при Чука[19]